# Абрицкая Слобода
Абрицкая Слобода (бел. Абры́цкая Слабада́) — деревня в Минском районе Минской области Белоруссии. В составе Юзуфовского сельсовета.

## География
Расположена на дороге Н8976, недалеко от шоссе Р58.
Ближайшие населённые пункты Буцевичи, Мацки.

## Население

### Численность
- 2009 год — 1 житель

### Динамика
- 1999 год — 2 жителя (перепись населения)
- 2009 год — 1 житель (перепись населения)